# James Matlack
James Matlack (* 11. Januar 1775 in Woodbury, Province of New Jersey; † 16. Januar 1840 ebenda) war ein US-amerikanischer Politiker. Zwischen 1821 und 1825 vertrat er den Bundesstaat New Jersey im US-Repräsentantenhaus.

## Werdegang
James Matlack besuchte die öffentlichen Schulen seiner Heimat. Danach wurde er in verschiedenen Geschäftsbereichen tätig. Dabei arbeitete er auch mit Sklaven. Zwischen 1803 und 1820 war er mehrmals als Friedensrichter tätig. Er saß auch im Gemeinderat seiner Heimatstadt. Zwischen 1806 und 1817 war Matlack Richter am Berufungsgericht im Gloucester County. Politisch war er Mitglied der Demokratisch-Republikanischen Partei.
Zwischen 1812 und 1828 gehörte Matlack mehrfach dem Kreisrat im Gloucester County an. In den Jahren 1817 und 1818 war er Mitglied des New Jersey Legislative Council. Bei den  Kongresswahlen des Jahres 1820 wurde er für den vierten Sitz von New Jersey in das US-Repräsentantenhaus in Washington, D.C. gewählt, wo er am 4. März 1821 die Nachfolge von Henry Southard antrat. Nach einer Wiederwahl konnte Matlack bis zum 3. März 1825 zwei Legislaturperioden im Kongress absolvieren. Damals schloss er sich der Bewegung um den 1824 zum Präsidenten gewählten John Quincy Adams an. Im Jahr 1824 verzichtete er auf eine erneute Kongresskandidatur.
Nach dem Ende seiner Zeit im US-Repräsentantenhaus nahm James Matlack seine früheren Tätigkeiten wieder auf. 1828 war er noch einmal Mitglied im Kreisrat des Gloucester County. In den 1830er Jahren schloss er sich der Whig Party an. Er starb am 16. Januar 1840 in seinem Geburtsort Woodbury.